# Grunge Eater
Albums de Sourire kabyle
Bueno, bonito... y barrato
(1991) Histoires de N
(1997)
Grunge eater est le 2e album du groupe punk français Sourire kabyle, sorti en 1995 sur le label Combat Rock.

## Titres de l'album
1. "Au revoir" (live)
2. "Banlieue de la vie"
3. "Bloc opératoire" (live)
4. "Bodies" (live)
5. "Corrida" (live)
6. "Couch patatoes"
7. "Dos au mur"
8. "Hate grunge" (live)
9. "Jungle urbaine"
10. "Korn flakes"
11. "Ligne de mire"
12. "Pas de pitié pour les pauvres"
13. "Sourire kabyle" (live)
14. "Voyage éternel"
15. "Yes futur" (live)